# Pierre Bernard
Pierre Bernard (27. juni 1932 - 28. maj 2014) var en fransk fodboldspiller (målmand), der spillede 21 kampe for Frankrigs landshold. På klubplan repræsenterede han blandt andet Bordeaux og Saint-Étienne, og vandt to franske mesterskaber med sidstnævnte.

## Titler
Ligue 1
- 1964 og 1967 med Saint-Étienne

Coupe de France
- 1961 med Sedan